# Abyssobela
Abyssobela is een geslacht van weekdieren uit de klasse van de Gastropoda (slakken).

## Soort
- Abyssobela atoxica Kantor & Sysoev, 1986